# Lamdre
Lamdre (tyb. Lam „Ścieżka”, Dre „Rezultat”) – „Ścieżka i jej Owoc”, kompletny i unikatowy system teorii i praktyk kultywowany w szkole sakja, związany z Tantrami Jogi Najwyższej, obejmujący wszystkie poziomy w ścieżce do oświecenia w buddyzmie tybetańskim. Lamdre opiera się na przekazie Buddy związanym z tantrą Hewadżra i naukach hinduskiego mahasiddhy Wirupa. System ten został wprowadzony do Tybetu przez mistrza Drogmi Lotsawa i utrzymuje się po dziś dzień dzięki dwóm liniom przekazu: tsogshe, zwanym przekazem ogólnym, oraz lobshe, zwanym przekazem szczególnym.
11 „wspaniałości” systemu Lamdre:
1. ścieżka Lamdre zawiera w sobie już rezultat, który realizowany jest nieprzerwanie od początku wkroczenia w praktykę, aż do oświecenia
2. rezultat nie przewyższa ścieżki, nie jest różny od praktyki
3. instrukcje przetwarzania wszystkich negatywności percepcji w zrealizowanie natury umysłu, że wszystko jest umysłem (patrz czittamatra)
4. przetworzenie wszystkich błędów i przeszkód w doskonałe właściwości dla praktyki
5. przetworzenie wszystkich błędów i przeszkód w doskonałe osiągnięcia
6. zdolności do rozpoznawania każdego doświadczenia
7. usuwanie przeszkód stwarzanych przez złośliwe istoty lub negatywne okoliczności
8. przetworzenie błędów od innych ludzi we własne osiągnięcia
9. zrozumienie, że nie ma żadnych sprzeczności pomiędzy naukami sutr i tantr, moralną dyscypliną i zrozumieniem, istotą bycia mnichem i osobą świecką, teorią i praktyką (patrz Lamrim)
10. jest jak eliksir, który przekształca wszystkie życiowe problemy w „czyste złoto” oświecenia
11. korzyści z otrzymania nauk Lamdre przekraczają zalety doczesnych wartości świata

Źródło: „LAMDRE. DAWN OF ENLIGHTENMENT” LAMA CHOEDAK YUTHOK, GORUM PUBLICATIONS, AUSTRALIA, 1997